# Gary Garland
Gary Joseph Garland (East Orange, Nueva Jersey, 12 de octubre de 1957) es un exjugador de baloncesto estadounidense que jugó una temporada en la NBA. Con 1,93 metros de estatura, lo hacía en la posición de escolta.
Es el hijo de la cantante de gospel Cissy Houston, y medio hermano de Michael Houston y Whitney Houston. Es el tío de Bobbi Kristina Brown, la hija de Whitney Houston con Bobby Brown.

## Trayectoria deportiva

### Universidad
Jugó durante cuatro temporadas con los Blue Demons de la Universidad DePaul, en las que promedió 10,3 puntos y 4,2 rebotes por partido. En 1979 tuvo un gran protagonismo en el Torneo de la NCAA, batiendo el récord de su universidad de robos de balón en un partido, con 10 ante USC Trojans, llevando a su equipo a la Final Four, en la cual cayeron ante los Indiana State Sycamores de Larry Bird por solo 2 puntos, ganando posteriormente el partido de consolación ante Penn Quakers. Fue finalmente incluido en el mejor quinteto del Torneo, acompañando al propio Bird, Magic Johnson, su compañero Mark Aguirre y Greg Kelser.

### Profesional
Fue elegido en la trigésima posición del Draft de la NBA de 1979 por Denver Nuggets, donde jugó su única temporada como profesional, jugando algo más de 14 minutos por partido, en los que promedió 4,3 puntos y 1,9 asistencias.
Antes del comienzo de la temporada 1980-81 fue despedido, retirándose del baloncesto profesional.

## Estadísticas de su carrera en la NBA

### Temporada regular
| Temporada | Edad | Equipo         | Liga | P  | TIT | MIN  | TC  | TCA | %TC  | 3P  | 3PA | %3P  | TL  | TLA | %TL  | R.OF. | R.DEF. | REB | ASIS | ROB | TAP | PER | FP  | PTS |
| 1979-80   | 22   | Denver Nuggets | NBA  | 78 |     | 14.2 | 2.0 | 4.6 | .435 | 0.1 | 0.2 | .316 | 0.2 | 0.3 | .692 | 0.6   | 1.1    | 1.8 | 1.9  | 0.7 | 0.1 | 0.9 | 1.0 | 4.3 |
| Total     |      |                | NBA  | 78 |     | 14.2 | 2.0 | 4.6 | .435 | 0.1 | 0.2 | .316 | 0.2 | 0.3 | .692 | 0.6   | 1.1    | 1.8 | 1.9  | 0.7 | 0.1 | 0.9 | 1.0 | 4.3 |